# Уайлд, Софи
Софи Уайлд (англ. Sophie Wilde) (род. 5 июля 1997, Сидней) — австралийская актриса. Известна по фильмам «Два, три, демон, приди!» (2022) и «Бюро магических услуг» (2023) и сериалам «Райское местечко» (2021), «Вы меня не знаете» (2021), «Том Джонс» (2023) и «Всё и прямо сейчас» (2023).

## Биография
Софи родилась примерно в 1998 году. Её мать Монализа из Кот-д’Ивуара, а отец Саймон — австралиец. У неё есть младший брат. Выросла Софи в Энмоуре, западном пригороде Сиднея.
Когда она была ребёнком, бабушка и дедушка водили её на театральные представления, в оперу и на мюзиклы. С пятилетнего возраста Софи посещала театральные курсы в Национальном институте драматического искусства (NIDA) и Австралийском молодёжном театре (ATYP). Училась в ньютаунской средней школе исполнительских искусств, а затем вернулась в Национальный институт драматического искусства, который окончила 2019 году со степенью бакалавра изобразительных искусств по актёрскому мастерству.
В 2014 году в 17-летнем возрасте одно время считалась пропавшей без вести во время снежной бури в Непале, куда отправилась в поездку вместе с отцом.
В 2020 году Гильдия кастинга Австралии (CGA) назвала Софи Уайлд восходящей звездой.
В 2021 году Уайлд дебютировала на телевидении в роли Скаут в драматическом сериале сервиса Stan «Райское местечко». Уайлд сказала, что это было «первое прослушивание, на котором у неё была внутренняя уверенность, что это подходящая роль». Позже в том же году она снялась в роли Киры вместе с Сэмюэлом Адевунми в четырёхсерийном сериале Би-би-си «Вы меня не знаете». Чтобы подготовиться к роли, Уайлд отрабатывала свой английский акцент, наблюдая и слушая британских актрис, таких как Микейла Коул.
Уайлд дебютировала в полнометражном кино в фильме ужасов «Два, три, демон, приди!», который был показан на кинофестивале в Аделаиде в 2022 году и кинофестивале «Сандэнс» в 2023 году. В 2023 году Уайлд снялась в роли Софии Вестерн в исторической драме ITV «Том Джонс» вместе с Солли Маклаудом и Ханной Уэддингем и в фантастическом фильме «Бюро магических услуг» с Кристофом Вальцем. В августе 2022 года Уайлд получила главную роль Мии Поланко в сериале Netflix «Всё и прямо сейчас» 2023 года.

## Фильмография
| Год  |   | Русское название                               | Оригинальное название            | Роль            |
| ---- | - | ---------------------------------------------- | -------------------------------- | --------------- |
| 2021 | с | Райское местечко                               | Eden                             | Скаут           |
| 2021 | с | Вы меня не знаете                              | You Don’t Know Me                | Кира            |
| 2022 | ф | Два, три, демон, приди!                        | Talk to Me                       | Миа             |
| 2023 | ф | Бюро магических услуг                          | The Portable Door                | Софи Петтингель |
| 2023 | с | Том Джонс                                      | Tom Jones                        | София Вестерн   |
| 2023 | с | Всё и прямо сейчас                             | Everything Now                   | Миа Поланко     |
| 2024 | с | Мальчик поглощает Вселенную                    | Boy Swallows Universe            | Кейтлин Спайс   |
| 2024 | ф | Плохая девочка                                 | Babygirl                         | Эсме            |
| 2026 | ф | Безымянный фильм Алехандро Гонсалеса Иньярриту | Оригинальное название неизвестно |                 |
|      | ф | Сторожевые псы                                 | Watch Dogs                       |                 |

### Видеоклипы
- 2019 — Charbel — «River of Neglect»

### Театр
| Год  | Заголовок | Роль   | Примечания       |
| ---- | --------- | ------ | ---------------- |
| 2020 | Гамлет    | Офелия | Bell Shakespeare |

## Награды и номинации
| Год  | Премия                                                    | Категория                                | Номинация за                | Результат           | Примечания |
| ---- | --------------------------------------------------------- | ---------------------------------------- | --------------------------- | ------------------- | ---------- |
| 2020 | Гильдия кастингов Австралии                               | Восходящая звезда                        | N/A                         | Победа              | [ 17 ]     |
| 2024 | Премия Австралийской академии кинематографа и телевидения | Лучшая актриса в главной роли            | Два, три, демон, приди!     | Победа              | [ 18 ]     |
| 2024 | Black Reel Awards                                         | Выдающаяся лидирующая производительность | Два, три, демон, приди!     | Номинация           | [ 19 ]     |
| 2024 | Премия BAFTA                                              | Восходящая звезда                        | N/A                         | Номинация           | [ 20 ]     |
| 2024 | Каннский кинофестиваль                                    | Trophée Chopard                          | N/A                         | Почётное упоминание | [ 21 ]     |
| 2024 | Премия «Сатурн»                                           | Лучшая актриса второго плана             | Два, три, демон, приди!     | Номинация           | [ 22 ]     |
| 2024 | Суперпремия «Выбор критиков»                              | Лучшая актриса в фильме ужасов           | Два, три, демон, приди!     | Победа              | [ 23 ]     |
| 2024 | Logie Awards                                              | Лучшая актриса второго плана             | Мальчик поглощает Вселенную | Ожидается           | [ 24 ]     |